# Вежливость
Вежливость (производное от др.-русского вежа — «знаток»; первоначально вежливый означало «знающий, опытный» [в правилах обхождения в обществе]) — черта характера, которая характеризует личность хорошими манерами, добрыми делами и образованностью. Под вежливостью обычно понимают умение уважительно и тактично общаться с людьми, готовность найти компромисс и выслушать противоположные точки зрения. Вежливость считается выражением хороших манер и знания этикета. Поскольку вежливость — культурный феномен, то, что считается вежливым в одной культуре, может считаться грубым или странным в другой. Обычно вежливость позволяет людям чувствовать себя комфортно в обществе друг друга и избегать напряжённости в отношениях. Однако различия в нормах поведения людей разных культур и субкультур могут также приводить к тому, что в результате часть присутствующих может чувствовать себя неловко, стесняться грубости своих манер или даже воспринимать происходящее как агрессию.

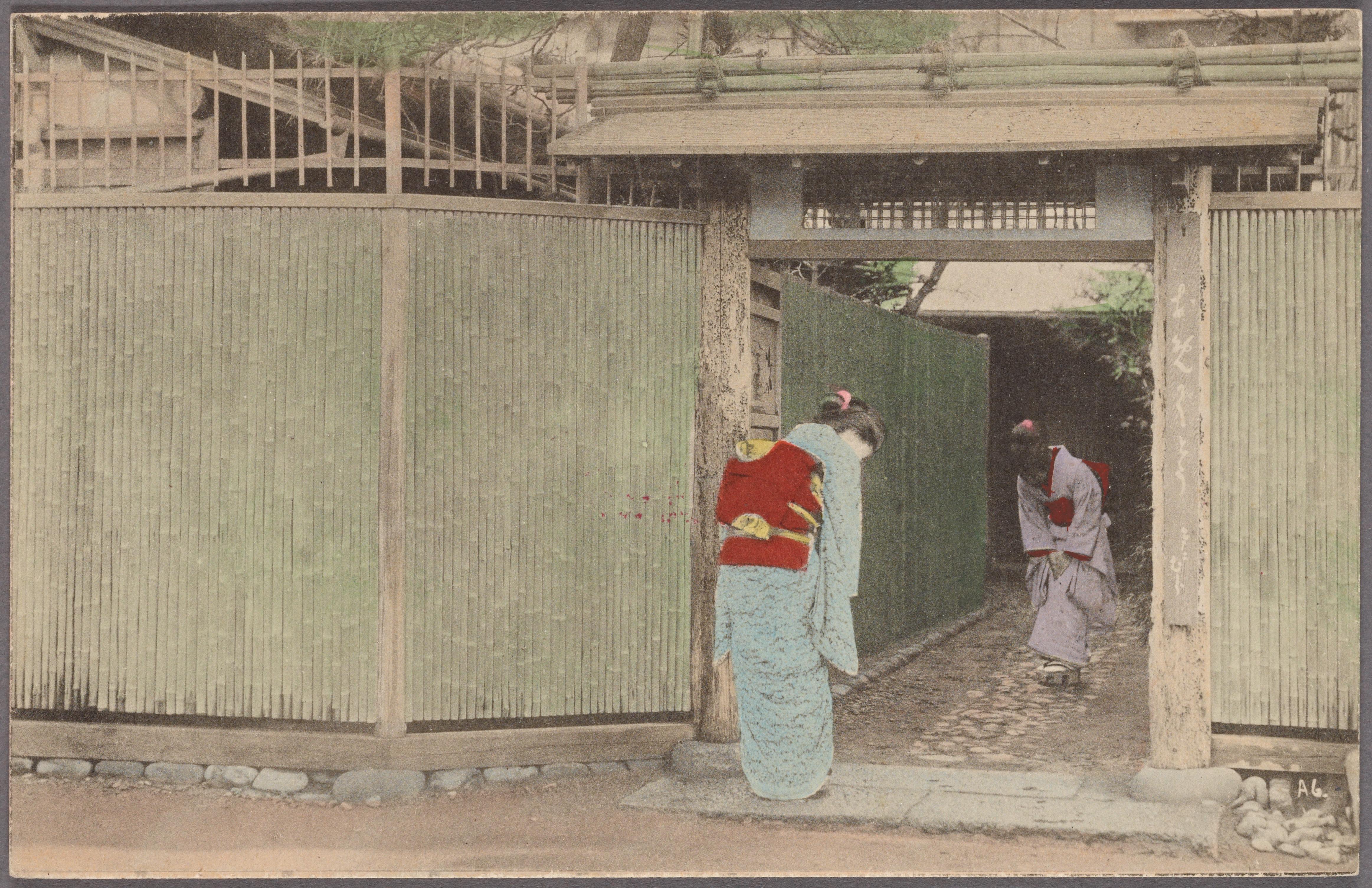
Японки вежливо кланяются друг другу, 1900 г.

## Виды
Лингвисты Браун и Левинсон выделяют два вида вежливости:
- Негативная вежливость — подчёркивание права собеседника на выбор в той или иной ситуации с помощью фраз типа «если не возражаете» или «если Вам не трудно»;
- Положительная вежливость — выражение уважения к потребности людей в том, чтобы их ценили и понимали.

Кроме того, есть исследования гендерной зависимости форм вежливости.

## Гендерные различия
Некоторые исследования показывают, что женщины употребляют вежливые формы чаще мужчин, но причина этого доподлинно не известна. Современные исследования показывают, что различия в использовании вежливости являются комплексными, так как есть чёткая связь между нормами вежливости и стереотипным глоссарием белых женщин среднего класса Великобритании и США. Женщины более склонны к сантиментам и вежливости. Так, Лайза Глэдден, американский уголовный адвокат и сенатор, утверждала, что для пенитенциарной «работы больше подходят грубые и злобные мужчины». Отстаивая свою позицию, она утверждала следующее:

«Известно множество случаев, когда преступники соблазняют надзирательниц. Они говорят комплименты и источают вежливость, а потому тюремщицы влюбляются в них».— Лайза Глэдден, правовед.

## Культурные различия
Японские учёные утверждают, что в восточной культуре, в отличие от западной, вежливость не является произвольным актом, а отражает социальную иерархию. В японском языке существует два уровня вежливого общения, один для близких, семьи и друзей, другой для всех остальных. Кроме того, существуют различные языковые средства для вежливого обращения в зависимости от пола, возраста, социального статуса, степени близости и других культурных факторов.
В русской культурной традиции существует недоверие к традиционной вежливости, которая считается показателем фальши.